# Kyle Guy
Kyle Joseph Guy (Indianapolis, Indiana, Estats Units, 11 d'agost de 1997) és un exjugador de bàsquet que ocupava la posició d'escorta.

## Trajectòria esportiva
Va jugar tres temporades amb els Cavaliers de la Universitat de Virgínia, en les quals va fer una mitjana de 12,5 punts, 3 rebots i 1,6 assistències per partit. En les seves dues últimes temporades va ser inclòs en el millor quintet de l'Atlantic Coast Conference, i al tercer equip All-American d'Associated Press i de l'Associació Nacional d'Entrenadors de Basquetbol americana (NABC).
A la seva darrera temporada a la universitat va ser clau en la consecució amb els Cavaliers del Campionat de la NCAA a la final davant Texas Tech, sent elegit Millor Jugador del Torneig.
Va ser triat en la cinquanta-cinquena posició del Draft de la NBA del 2019 pels New York Knicks, però els seus drets van ser posteriorment traspassats a Sacramento Kings a canvi dels d'Ignas Brazdeikis, l'elecció número 47.
El 27 de setembre de 2021 va signar amb els Cleveland Cavaliers, sent tallat el 16 d'octubre sense arribar a debutar, i signant el 23 d'octubre com a jugador afiliat dels Cleveland Charge. El 30 de desembre, signa un contracte de 10 dies amb Miami Heat, el qual renova per deu més, i signa un contracte dual el 17 de gener. Va ser tallat a l'equip californià el 24 de març després de 19 partits. Després d'aquesta estada a Miami, el 28 de març de 2022 torna als Cleveland Charge.
El 22 de juliol de 2022 fitxa pel del Club Joventut Badalona, i en acabar el seu contracte d'un any es desvincula del club badaloní. Aquell mateix estiu va estar a prop de convertir-se en jugador del València Basket, però acabà fitxant pel Panathinaikos de la lliga grega. En el mes de gener abandona l'equip grec i torna a l'ACB per jugar al Lenovo Tenerife, on hi jugarà fins a final de temporada. En el mes d'agost d'aquell any anuncia de manera sorprenent la seva retirada, amb tan sols 26 anys, per passar a ser assistent tècnic de l'equip de la Universitat de Virgínia, on havia començat a jugar.